# Alexander Otto (Unternehmer)
Alexander Otto (* 7. Juli 1967 in Hamburg) ist ein deutscher Wirtschaftsmanager und Stifter.

## Leben
Alexander Otto ist der jüngste Sohn des Hamburger Versandhausgründers Werner Otto und dessen dritter Ehefrau Maren.
Nach Abitur und Studien in Oxford und Harvard sowie beruflichen Stationen in den USA trat er 1994 in das Familienunternehmen ein. Seit 2000 ist er Vorsitzender der Geschäftsführung (CEO) der ECE Group GmbH & Co. KG mit Hauptsitz in Hamburg, die gewerbliche Großimmobilien entwickelt, umsetzt, vermietet und betreibt. Das Unternehmen ist im Besitz der CURA Vermögensverwaltung, einer Holding-Gesellschaft der Familie Otto.
Alexander Otto ist ebenfalls Mitglied im Aufsichtsrat der Otto Group, dessen Vorsitzender sein Halbbruder Michael Otto ist. Ferner ist er in den Aufsichtsräten der Deutschen EuroShop AG und SITE Centers in Cleveland/USA.
Otto fungierte als Chairman des Advisory Boards des Urban Land Institute (ULI) Europe und hielt bis Oktober 2015 den Vorsitz des International Council of Shopping Centers (ICSC) Europe. Er hat die Stiftung Lebendige Stadt ins Leben gerufen, die von der ECE maßgeblich getragen wird und deren Kurationiumsvorsitzender er bis 2025 war. Seit 2025 ist Rolf Buch Kuratoriumsvorsitzender. Zudem ist Alexander Otto "Persönliches Mitglied" des Deutschen Olympischen Sportbundes DOSB.
2015 engagierte er sich als offizieller Olympia-Botschafter Hamburgs im Rahmen der Bewerbungskampagne für die Ausrichtung der Olympischen und Paralympischen Spiele 2024 in seiner Heimatstadt. Auch 2025 engagiert er sich maßgeblich an der Seite der Stadt für eine erneute Bewerbung für die Olympischen und Paralympischen Spiele in Hamburg.
Von Januar 2009 an war er stellvertretender Aufsichtsratsvorsitzender des Fußballbundesligisten Hamburger SV, im Juni 2012 übernahm er den Vorsitz des Aufsichtsrates. Zur Wahl im Januar 2013 trat er nicht erneut an. Auf der Mitgliederversammlung des HSV am 25. Januar 2015 gab Otto bekannt, dass er dem HSV eine Spende von 10 Mio. Euro für den Bau des HSV-Campus zukommen lässt, dessen Generalplanung und Bau von ECE durchgeführt wird. Alexander Otto ist mit 25 Prozent an der HSV-Campus gGmbH beteiligt, welche Eigentümerin des HSV-Campus ist und vermietet diesen an die HSV Fußball AG, die die übrigen 75 Prozent hält. Alle Überschüsse kommen gemeinnützigen Sportprojekten des HSV e. V. zugute.

## Stiftungen

### Alexander Otto Sportstiftung
2006 rief er die nach ihm selbst benannte Alexander Otto Sportstiftung ins Leben, deren Kuratoriumsvorsitzender er ist. Ziel der Stiftung ist die nachhaltige Förderung des Breitensports, aber auch des Leistungssports in seiner Heimatstadt Hamburg. Die Stiftung war auch verantwortlich für den Bau und Betrieb der Ende 2008 eröffneten Volksbank Arena, die er 2024 im Rahmen einer Förderung an den HSV e.V. übertrug. Zu ihren Förderungen zählen u. a. die Modernisierungen des Rothenbaum-Tennisstadions und des Hauses des Sports. Seit 2011 vergibt die Stiftung jährlich den Werner-Otto-Preis.

### Dorit & Alexander Otto Stiftung
2011 gründete er mit seiner Frau Dorit die Dorit & Alexander Otto Stiftung. Die Stiftung unterstützt insbesondere medizinische und kulturelle Projekte, wozu die Modernisierungen der Hamburger Kunsthalle und des Staatlichen Museums Schwerin sowie die Restaurierung der Hamburger Kirchen von St. Michaelis und St.-Katharinen-Kirche zählen. Weitere Förderungen beinhalten u. a. die Hamburger Tafel e.V., Die ARCHE Hamburg e.V., die Ambulanz für Traditionelle Chinesische Medizin am Mammazentrum des Krankenhaus Jerusalem sowie Umweltprojekte des WWF.

## Vermögen
Forbes Magazin schätzte sein Vermögen 2021 auf 11,9 Milliarden US-Dollar.

## Auszeichnungen
- 2007 Alfred-Toepfer-Medaille
- 2011 Bundesverdienstkreuz am Bande
- 2011 SportMerkur der Handelskammer Hamburg
- 2015 Unternehmerpreis des Business Club Aachen Maastricht
- 2016 Ernennung zum Ehren-Schleusenwärter zusammen mit seiner Frau Dorit
- 2018 DOSB-Preis Pro Ehrenamt[23]
- 2022 Ehrenpreis Hamburger Sportgala
- 2023 Bundesverdienstkreuz 1. Klasse[24]